# Esther Ralston

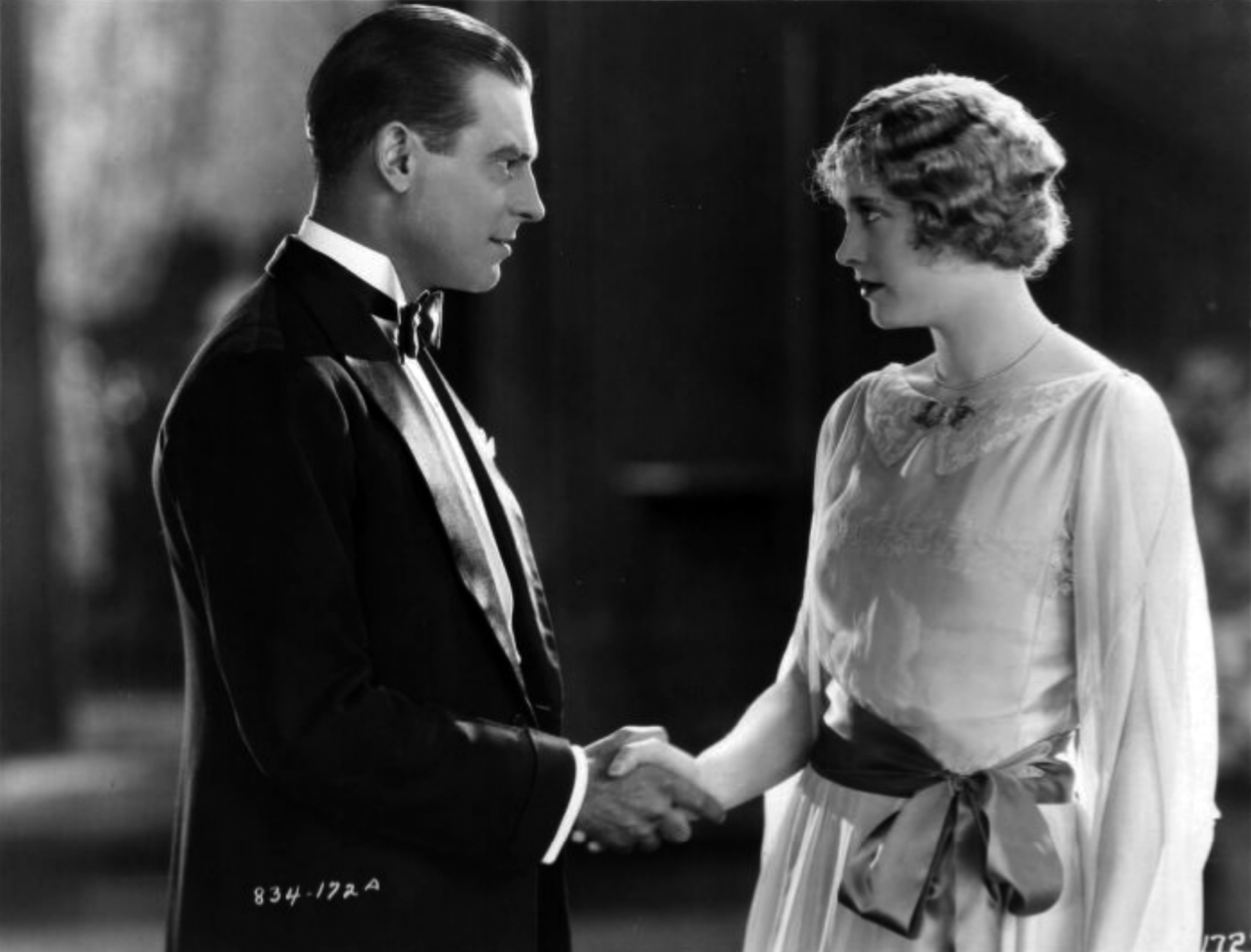
Lawrence Gray i Esther Ralston a la pel·lícula "The American Venus" (1926)

Esther Ralston (Bar Harbor (Maine), 17 de setembe de 1902– Ventura (Califòrnia), 14 de gener de 1994) va ser una actriu, coneguda com la “Venus americana”, que sobretot va desenvolupar la seva carrera durant l’època del cinema mut i primers anys del sonor (entre 1918 i 1940).

## Biografia

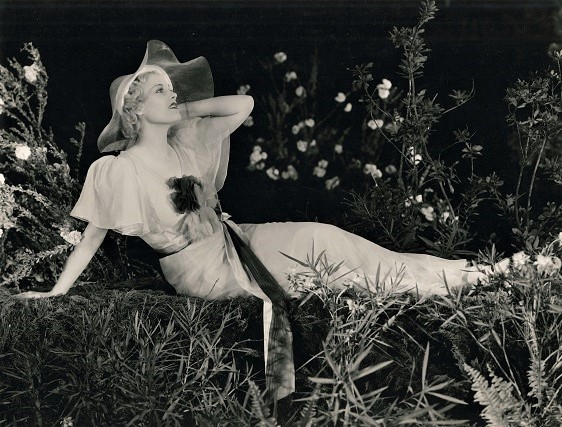
L'actriu a "Sadie McKee" (1934)

Esther North (nom de naixença de l’actriu) era filla de Harry W. Ralston i Mary Howard, tots dos ballarins professionals. Al voltant del 1904 la família es canvia el nom pel de Ralston i sota el nom de “The Seven Ralston”, els quatre germans i els dos cònjuges iniciaren una carrera teatral fent gira per tot el país. Després d’aguns anys de gira per tot el país, cap al final de la seva adolescència, va començar la seva carrera cinematogràfica actuant esporàdicament com a extra. La primera pel·lícula en la que apareix és The Deep Purple (1915) per a la World de Nova York. El 1917 els Ralston s'instal·laren a Califòrnia per evitar l’epidèmia de pòlio que s'estenia per Nova York. El seu primer paper l’obtingué el 1920 com a Mary Jane Wilks a “Huckleberry Finn” (1920) i seguiren una vintena de pel·lícules, sobretot serials d’acció abans que el 1924 fos contractada per la Famous Players-Lasky (futura Paramount). Ja en la primera pel·lícula per a la companyia, Peter Pan (1924), passar a interpretar el paper de dona madura. El 1925 es casà amb l’actor George Webb, que fou el seu mànager i de qui es divorciaria el 1933. A partir d’aleshores seria la protagonista de moltes pel·lícules mudes, essent potser la millor Old Ironsides (1926) de James Cruze. A rel de la seva participació a "The American Venus" (1926), passà a ser coneguda com la “Venus americana”. El 1927, actuà sota les ordres de Dorothy Arzner a "Fashions for Women” i “Ten Modern Commandments” que aconseguí potenciar les seves dots com a actriu. Malgrat tot, Ralston es negà a continuar la seva col·laboració amb l’actriu adduint que se sentia cohibida per les atencions no desitjades de la directora.
Just abans de l’arribada del sonor interpretaria la que, segons alguns crítics, seria la seva millor interpretació, la protagonista de “The Case of Lena Smith” (1929) de Josef von Sternberg. Tot i que en aquell moment erar una de les grans estrelles de la Paramount, el 1929 abandonà la companyia. La seva darrera pel·lícula amb la companyia fou “The Mighty” (1929). El pas al sonor fou difícil fins que el 1934 va signar un contracte amb la MGM per 750 dòlars a la setmana. Entre les seves millors pel·lícules sonores es pot destacar “Sadie McKee” (1934) amb Joan Crawford, i “The Marines Are Coming” (1934) Poc després, en rebutjar les proposicions sexuals de Louis B. Mayer la productora la va relegar a pel·lícules de sèrie B i a actuar per a la Universal quan la Metro la cedia. Després d’actuar com a freelance durant uns anys va continuar la seva carrera en el mon del vodevil, actuant al Palace Theater de Nova York i al Palladium de Londres, i també a la ràdio. El 1934 s'havia casat amb el cantant Will Morgan de qui també es divorciaria el 1938 per casar-se de nou amb el periodista Ted Lloyd. També es divorciaria del seu tercer marit el 1954.

## Filmografia
- The Deep Purple (1915)
- The Doctor and the Woman (1918)
- For Husbands Only (1918)
- Huckleberry Finn (1920)
- The Peddler of Lies (1920)
- Dangerous Love (1920)
- The Butterfly Man (1920)
- Whispering Devils (1920)
- To Please One Woman (1920)
- The Kid (1921, escena retallada)
- What Do Men Want? (1921)
- Crossing Trails (1921)
- The Good Black Sheep (1921)
- The Further Adventures of Yorke Norroy (1922)
- Daring Danger (1922)
- Unmasked (1922)
- Dead Game (1922)
- Come Clean (1922)
- Tracked Down (1922)
- The Gypsy Trail (1922)
- Remembrance (1922)
- Pals of the West (1922)
- Youth to Youth (1922)
- The Lone Hand (1922)
- Oliver Twist (1922)
- Timberland Treachery (1922)
- Kings of the Forest (1922)
- Pure and Simple (1922)
- The Prisoner (1923)
- The Phantom Fortune (1923)
- Under Secret Orders (1923)
- Railroaded (1923)
- The Victor (1923)
- Blinky (1923)
- The Wild Party (1923)
- The Rivals (1923)
- Pure Grit (1923)
- Jack O'Clubs (1924)
- The Marriage Circle (1924)
- Winning His Way (1924)
- Fight and Win (1924)
- The Heart Buster (1924)
- A Society Knockout (1924)
- All's Swell on the Ocean
- The Title Holder (1924)
- Wolves of the North (1924)
- K.O. for Cupid (1924)
- $50,000 Reward (1924)
- Peter Pan (1924)
- The Goose Hangs High (1925)
- The Little French Girl (1925)
- Beggar on Horseback (1925)
- The Lucky Devil (1925)
- The Trouble with Wives (1925)
- The Best People (1925)
- A Kiss for Cinderella (1925)
- Womanhandled (1925)
- The American Venus (1926)
- The Blind Goddess (1926)
- The Quarterback (1926)
- Old Ironsides (1926)
- Fashions for Women (1927)
- Children of Divorce (1927)
- Ten Modern Commandments (1927)
- Figures Don't Lie (1927)
- The Spotlight (1927)
- Love and Learn (1928)
- Something Always Happens (1928)
- The Sawdust Paradise (1928)
- Half a Bride (1928)
- The Case of Lena Smith (1929)
- Betrayal (1929)
- The Wheel of Life (1929)
- The Mighty (1929)
- Lonely Wives (1931)
- The Prodigal (1931)
- Rome Express (1932)
- After the Ball (1932)
- Black Beauty (1933)
- To the Last Man  (1933)
- By Candlelight (1933)
- Sadie McKee (1934)
- Romance in the Rain (1934)
- The Marines Are Coming (1934)
- Strange Wives (1934)
- Mister Dynamite (1935)
- Ladies Crave Excitement (1935)
- Shadows of the Orient (1935)
- Streamline Express (1935)
- Together We Live (1935)
- Forced Landing (1935)
- The Girl from Mandalay (1936)
- Hollywood Boulevard (1936)
- Reunion (1936)
- We're in the Legion Now!  (1936)
- As Good as Married (1937)
- Jungle Menace (1937)
- The Mysterious Pilot (1937)
- The Spy Ring (1938)
- Letter of Introduction (1938)
- Slander House (1938)
- Tin Pan Alley (1940)
- The San Francisco Docks (1940)